# Peniophora coprosmae
Peniophora coprosmae är en svampart som beskrevs av G. Cunn. 1955. Peniophora coprosmae ingår i släktet Peniophora och familjen Peniophoraceae.   Inga underarter finns listade i Catalogue of Life.